# Montmalús
Montmalús – szczyt górski w Pirenejach Wschodnich. Administracyjnie położony jest w Andorze, w parafii Encamp, około 1 km na północ od granicy z Hiszpanią. Wznosi się na wysokość 2781 m n.p.m.
Na zachód od Montmalús usytuowany jest szczyt Pic dels Pessons (2858 m n.p.m.), na południowy wschód Pic dels Collels (2746 m n.p.m.), natomiast na południu położone jest jezioro Estany de Montmalús.